# Konfety Karagandy
Konfety Karagandy (russisch Конфеты Караганды) ist ein Süßwarenhersteller in Kasachstan mit Sitz in Qaraghandy. Zu den Produkten von Konfety Karagandy gehören vor allem Schokolade, Pralinen und Konfekt sowie Waffeln.
Das Unternehmen wurde 1956 gegründet. Die Produktion von Süßwaren wurde aber bereits 1941 aufgenommen, als entsprechende Maschinen und Ausrüstung von Astrachan nach Qaraghandy gebracht wurde. 1970 erhielt das Unternehmen den sowjetischen Orden des Roten Banners der Arbeit.
Das Unternehmen befand sich im Laufe der Jahre unter anderem im Besitz der britischen UIG Limited und gehört inzwischen zur kasachischen RG BRANDS.